# Naotaka Yamamoto
Naotaka Yamamoto (山本 直孝 Yamamoto Naotaka; ...) è un astronomo giapponese.
Il Minor Planet Center gli accredita la scoperta dell'asteroide 100483 NAOJ effettuata il 30 ottobre 1996 in collaborazione con Hideo Fukushima e Isao Satō.